# Emotan
Emotan, né entre 1380 et 1400 et morte après 1440, est une marchande qui fait le commerce de denrées alimentaires autour du marché de l'Oba dans le royaume du Bénin sous le règne d'Oba Uwaifiokun et du prince Ogun, qui prend plus tard le nom de Oba Ewuare après être devenu l'Oba du Bénin. 
Elle est connue pour avoir aidé le jeune prince Ogun lors de la crise de succession qui l'oppose à Uwaifiokun. Elle l'aurait hébergé, sauvé d'un complot et l'histoire orale dit qu'elle a aidé Oba Ewuare à reconquérir le trône en tant qu'Oba du Bénin après plusieurs années d'exil La maison qu'elle tient sur le marché de l'Oba sert également de lieu d'accueil et d'éducation pour plusieurs enfants de Benin City.

## Biographie
Emotan, de son nom de naissance Uwaraye, naît à Eyaen, un quartier de Benin City, entre 1380 et 1400,. Elle devient la seconde épouse d'Azama, un chef du district Ihogbe de Benin City. Ne parvenant pas à avoir d'enfant et se contentant de venir en aide aux enfants de sa première femme, elle est surnommée Emitan (qui signifie os paresseux) par son mari. Le surnom se transforme ensuite en Emotan et persiste par la suite. Elle développe alors des talents pour des activités domestiques plus artisanales qui l'amènent à prendre régulièrement la charge du commerce pour le foyer sur le marché de l'Oba.
Ses talents pour l'éducation des enfants de sa première femme gagnent en réputation auprès d'autres femmes qui lui demandent également des services lorsque le marché est tenu. Après la mort de son mari, elle met en place un bâtiment s'occupant des besoins des enfants.
Emotan joue un rôle déterminant dans la reconquête du trône d'Ewuare en tant qu'Oba du Bénin après lui avoir parlé d'un complot d'assassinat contre lui fomenté par Uwaifiokun et certains chefs pendant son exil. Durant cette crise, Ewuare trouve refuge dans la maison d'Emotan jusqu'à ce qu'Uwaifiokun meurt,,,,,. Ewuare nomme ensuite Emotan comme Iyeki (chef de la guilde Ekpate), un poste confié à une personne chargée de faire respecter les règles du marché et de contrôler les questions de sécurité.
Toutefois, quelques années après l'intronisation d'Ewuare, elle meurt sans descendance et ses biens reviennent à l'Oba qui transforme son bâtiment en lieu de procession en son honneur. 

## Autel d'Emotan
Après la mort d'Emotan, Oba Ewuare la déifie en ordonnant la plantation de l'arbre sacré Uruhe au même endroit où elle exposait ses marchandises. Il promulgue un décret stipulant que les personnes qui célèbrent une forme quelconque de rassemblement cérémoniel doivent rendre hommage à Emotan. Cet arbre aurait vécu plus de 300 ans et aurait été remplacé par un nouvel arbre sacré sous le règne d'Osemwende. Cent-cinquante ans plus tard, une tempête fait chuter l'arbre qui est remplacé par deux nouveaux Uruhe.
Dans les années 1950, une statue d'Emotan (en) en bronze grandeur nature est conçue en commémoration d'Emotan après la chute des deux arbres. La statue est conçue par John A. Danford et est dévoilée par Oba Akenzua II en coopération avec les autorités coloniales britanniques le 20 mai 1954. La statue se trouve actuellement au marché de l'Oba à Benin City, dans l'État d'Edo,. L'hommage à la statue d'Emotan constitue l'un des rituels du couronnement des Oba du Bénin.